# Rabo Saminou
Rabo Kabara Saminou Gado (Agadez, 1986. május 23. –) nigeri válogatott labdarúgó, 2011-től a Sahel SC labdarúgója.

## Pályafutása

### Klubcsapatokban
A pályafutását 2004-ben kezdte a nigériai Sahel SC együttesénél. 2007-ben a nigériai Enyimba International FC csapatához igazolt. 2010-ben fél évre a kameruni Cotonsport Garouához került, mielőtt 2010 nyarán leigazolta a marokkói Fath Union Sport. 2011 óta ismét a Sahel SC-nél játszik.

### A válogatottban
2006. szeptember 2-án Abujában mutatkozott be a nigeri válogatottban a 2008-as afrikai nemzetek kupája selejtező mérkőzésen. 
Részt vett a 2012-es és a 2013-as afrikai nemzetek kupáján a nigeri válogatott tagjaként.